# Gaby Sylvia
Pour les articles homonymes, voir Sylvia.
Gaby Sylvia, née Gabriella Zignani le 24 mars 1920 à Cesena (Italie) et morte le 26 juillet 1980 à Chamalières (Puy-de-Dôme), est une actrice italienne.

## Biographie

### Famille
Fille de Giuffrido Zignani et de Pia Moretti, son épouse, Gabriella Zignani naît à Casena en 1920. Ses parents viennent en France alors qu'elle est âgée de trois ans.

### Carrière
Elle commence sa carrière par le théâtre puis est engagée par Raymond Rouleau. Elle débute au cinéma à 18 ans dans le film Le Ruisseau de Maurice Lehmann et Claude Autant-Lara.
Après de nombreux rôles au cinéma pendant une douzaine d'années, elle se consacre essentiellement au théâtre et joue en particulier dans des pièces télédiffusées dans l'émission Au théâtre ce soir de Pierre Sabbagh.

### Mort et hommage
Gaby Sylvia meurt le 26 juillet 1980 à Chamalières (Puy-de-Dôme) à l'âge de 60 ans, d'une hémorragie cérébrale après avoir eu un malaise en jouant la pièce Les Folies du samedi soir dans laquelle elle donnait la réplique à Christian Marin qui le relate dans ses mémoires Mémoires d'un chevalier du ciel. Elle est inhumée au cimetière de Montmartre.
À Paris, depuis 1990, une voie du 11e arrondissement porte son nom (la rue Gaby-Sylvia).

### Vie privée
En 1942, elle se marie à Paris avec l'homme d'affaires Paul Annet Badel, dont elle divorce en 1958. Elle a une fille Catherine, née en 1943.

## Filmographie

### Cinéma
- 1938 : Le Patron de Pierre Boyer - court métrage (36 min) -
- 1938 : Le Ruisseau de Maurice Lehmann et Claude Autant-Lara - Denise
- 1939 : Derrière la façade de Georges Lacombe et Yves Mirande - Madeleine Martin
- 1939 : Sébastopol de Ladislas Vajda - Film resté inachevé -
- 1939 : Face au destin d'Henri Fescourt - Madeleine Clairvoix
- 1941 : Premier bal de Christian-Jaque - Danielle Noblet
- 1942 : Signé illisible de Christian Chamborant - Monique Lavergne
- 1943 : Bonsoir mesdames, bonsoir messieurs de Roland Tual - Micheline Tessier
- 1945 : La Femme fatale de Jean Boyer - Claire Coussol
- 1947 : Le Mariage de Ramuntcho de Max de Vaucorbeil - Maritchu
- 1947 : Capitaine Blomet d'Andrée Feix - Micheline de Mandane
- 1948 : Métier de fous d'André Hunebelle - Sylvia Dormont
- 1948 : Fantasmi del mare de Francesco de Robertis - La femme du commandant
- 1949 : Mission à Tanger d'André Hunebelle - Lily
- 1949 : Amour et compagnie de Gilles Grangier - Danielle Lecourtois
- 1950 : Les femmes sont folles de Gilles Grangier - Marguerite
- 1950 : L'Amant de paille de Gilles Grangier - Gisèle Sarrazin de Fontenoy
- 1951 : Avalanche de Raymond Segard - Wanda Bouchard
- 1952 : Wanda la pécheresse (Wanda, la peccatrice) de Duilio Coletti - sous réserves
- 1954 : Huis clos de Jacqueline Audry - Estelle Rigault, l'infanticide
- 1955 : Les Mauvaises Rencontres d'Alexandre Astruc - Hélène Ducouret
- 1957 : C'est la faute d'Adam de Jacqueline Audry - Hélène de Bergen
- 1959 : La Bête à l'affût de Pierre Chenal - Gilberte
- 1963 : Méfiez-vous, mesdames d'André Hunebelle - Florence Moulin
- 1972 : Beau Masque de Bernard Paul - Émilie
- 1977 : Nous irons tous au paradis d'Yves Robert - Marie-Christine Bosquet, la directrice de Daniel

### Télévision
- 1959 : Les Trois Mousquetaires de Claude Barma
- 1961 : L'alibi d'Albi de Jean Vernier
- 1962 : C'était écrit (Les Cinq Dernières Minutes no 25) de Claude Loursais
- 1963 : Cent ans d'amour : La Vierge folle - La Danse devant le miroir (pièce d'Henry Bataille), émission télévisée d'André Gillois, réalisation de Maurice Chateau : Fanny
- 1965 : Commandant X - épisode : Le Dossier Pyrénées de Jean-Paul Carrère
- 1968 : Au théâtre ce soir : La Toile d'araignée d'Agatha Christie, mise en scène Raymond Gérôme, réalisation Pierre Sabbagh, Théâtre Marigny
- 1969 : Au théâtre ce soir : Carlos et Marguerite de Jean Bernard-Luc, mise en scène Christian-Gérard, réalisation Pierre Sabbagh, Théâtre Marigny
- 1969 : Au théâtre ce soir : Ombre chère de Jacques Deval, mise en scène Christian-Gérard, réalisation Pierre Sabbagh, Théâtre Marigny
- 1970 : Mauregard, mini-série de Claude de Givray
- 1971 : François Gaillard ou la vie des autres de Jacques Ertaud, épisode René
- 1974 : Un curé de choc (26 épisodes de 13 minutes) de Philippe Arnal
- 1976 : Au théâtre ce soir : Le monsieur qui attend d'Emlyn Williams, mise en scène Georges Vitaly, réalisation Pierre Sabbagh, Théâtre Edouard VII
- 1977 : Au théâtre ce soir : Enquête à l'italienne de Jacques de La Forterie, mise en scène Daniel Crouet, réalisation Pierre Sabbagh, Théâtre Marigny
- 1979 : Le Destin de Priscilla Davies, d'après Dans la cage de Henry James, réalisé par Raymond Rouleau

## Théâtre
- 1937 : Altitude 3200 de Julien Luchaire, mise en scène Raymond Rouleau, Théâtre de l'Étoile
- 1938 : Virage dangereux de John Boynton Priestley, mise en scène Raymond Rouleau, Théâtre Pigalle
- 1939 : Les vacances d'Apollon de Jean Berthet, mise en scène Raymond Rognoni, Théâtre Pigalle
- 1942 : Sylvie et le fantôme d'Alfred Adam, mise en scène André Barsacq, Théâtre de l'Atelier
- 1942 : Sodome et Gomorrhe de Jean Giraudoux, mise en scène Georges Douking, Théâtre Hébertot
- 1944 : Huis clos de Jean-Paul Sartre, mise en scène Raymond Rouleau, Théâtre du Vieux-Colombier
- 1944 : Jean-Baptiste le mal-aimé d’André Roussin, mise en scène de l'auteur, Théâtre du Vieux Colombier
- 1946 : Doris de Marcel Thiébaut, mise en scène Pierre Bertin, Théâtre Saint-Georges
- 1946 : La Route des Indes de Jacques Deval d'après Ronald Harwood, Théâtre des Ambassadeurs
- 1948 : Voyage à Washington de Garson Kanin, mise en scène Henri Bernstein, Théâtre des Ambassadeurs
- 1949 : Le Don d'Adèle de Pierre Barillet et Jean-Pierre Grédy, mise en scène Jacques Charon, Nice, Comédie Wagram
- 1949 : Les Amants d'Argos de Jean-Claude Eger, mise en scène René Rocher, Théâtre Verlaine

- 1950 : Ce soir à Samarcande de Jacques Deval, mise en scène Jean Darcante, Théâtre de la Renaissance
- 1952 : Ce soir à Samarcande de Jacques Deval, mise en scène Jean Darcante, Théâtre des Célestins
- 1952 : La Duchesse d'Algues de Peter Blackmore, mise en scène Christian-Gérard, Théâtre Michel
- 1953 : La Petite Catherine de Alfred Savoir, mise en scène Christian-Gérard, Théâtre des Bouffes Parisiens
- 1954 : Ruy Blas de Victor Hugo, mise en scène Jean Vilar, TNP Théâtre de Chaillot
- 1954 : Carlos et Marguerite de Jean Bernard-Luc, mise en scène Christian-Gérard, Théâtre de la Madeleine
- 1955 : Entre chien et loup de Gabriel Arout d'après Légitime défense de Primo Levi, Théâtre en Rond
- 1956 : Amphitryon 38 de Jean Giraudoux, mise en scène Claude Sainval, Comédie des Champs-Élysées
- 1957 : La Magicienne en pantoufles de John Van Druten, mise en scène Louis Ducreux, Théâtre des Ambassadeurs
- 1958 : Le Misanthrope de Molière, mise en scène Raymond Gérôme, Festival de Bellac
- 1958 : Amphitryon 38 de Jean Giraudoux, mise en scène Raymond Gérôme, Festival de Bellac
- 1958 : Virage dangereux de John Boynton Priestley, mise en scène Raymond Rouleau, Théâtre Edouard VII, Théâtre Michel
- 1959 : La Toile d'araignée d'Agatha Christie, mise en scène Raymond Gérôme, Théâtre de Paris

- 1960 : Piège pour un homme seul de Robert Thomas, mise en scène Jacques Charon, Théâtre des Bouffes-Parisiens
- 1961 : Huis clos de Jean-Paul Sartre, Théâtre du Gymnase
- 1962 : Piège pour un homme seul de Robert Thomas, mise en scène Jacques Charon, Théâtre de l'Ambigu
- 1963 : Le Don d'Adèle de Pierre Barillet et Jean-Pierre Grédy, mise en scène Jacques Charon, Théâtre de l'Ambigu
- 1963 : L'Assassin de la générale de Ladislas Fodor, mise en scène Jean-Pierre Grenier, Théâtre Michel
- 1965 : Bérénice de Jean Racine, mise en scène Jacques Sereys, Théâtre de l'Ambigu
- 1965 : L'Esclave d'Amiri Baraka, mise en scène Antoine Bourseiller, Poche Montparnasse
- 1966 : L'Esclave d'Amiri Baraka, mise en scène Antoine Bourseiller, Théâtre des Mathurins

- 1971 : La Logeuse de Jacques Audiberti, mise en scène Georges Vitaly, Théâtre La Bruyère
- 1971 : Piège pour un homme seul de Robert Thomas, mise en scène Jacques Charon, Théâtre Edouard VII
- 1971 : Électre de Jean Giraudoux, mise en scène Andréas Voutsinás, Festival de Bellac
- 1972 : Rendez-vous au plaza de Neil Simon, mise en scène Emilio Bruzzo, tournée Karsenty
- 1975 : Hôtel du Lac de François-Marie Banier, mise en scène Andréas Voutsinás, Théâtre Moderne
- 1976 : Huis clos de Jean-Paul Sartre, mise en scène Andréas Voutsinás, Théâtre Gérard Philipe
- 1980 : Les Folies du samedi soir de Marcel Mithois